# وندی ۲۹۹۳
سیارک ۲۹۹۳ (به انگلیسی: 2993 Wendy، نامگذاری:1970PA) دو هزار و نهصد و نود و سومین سیارک کشف شده‌است که در ۴ اوت ۱۹۷۰ کشف شد.
قدر مطلق سیارک برابر ۱۲٫۳۰ است.